# Strauss Group
Strauss Group Ltd. é um conglomerado alimentício e de bebidas israelense, sediado em Petah Tikva.

## História
A companhia foi estabelecida em 1933 pelo casal Richard e Hilda Strauss,.

## Ver também

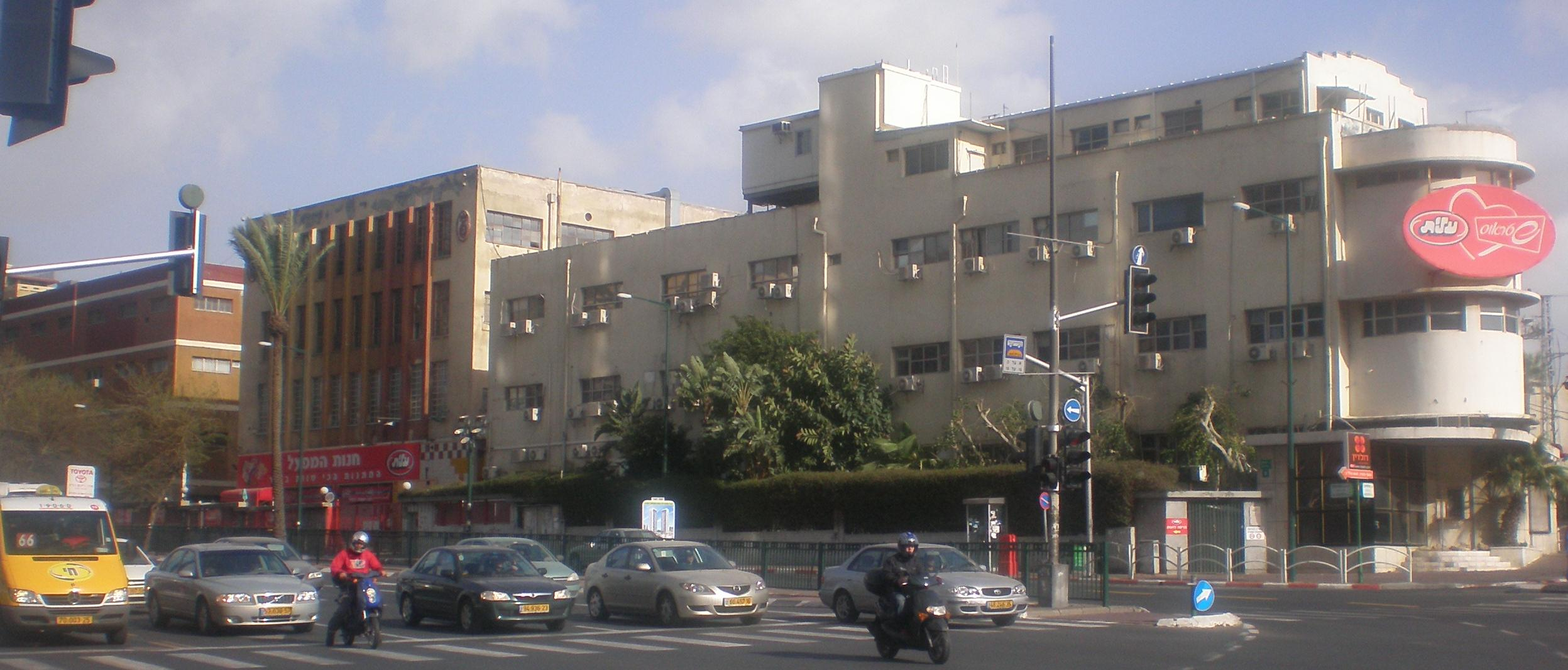
Fábrica principal em Ramat Gan